# Taurotragus derbianus
El eland gigante o eland de Derby (Taurotragus derbianus) es una especie de mamífero artiodáctilo de la subfamilia Bovinae. Habita las sabanas centroafricanas en países como Senegal, Sudán del Sur y Camerún. 
Existen dos subespecies: una más amenazada, T. d. derbianus, que sólo habita el Parque nacional Niokolo-Koba de Senegal, y T. d. gigas, presente en África central. Su cuerpo mide entre 2.20 - 2.90 metros, lo que lo convierte en el antílope más grande del mundo.

## Subespecies
Se reconocen las siguientes subespecies:
- Taurotragus derbianus derbianus
- Taurotragus derbianus gigas

## Distribución
El eland gigante es nativo de Camerún, República Centroafricana, Chad, República Democrática del Congo, Guinea, Mali, Senegal y Sudán del Sur. Ya no está presente en Gambia, Ghana, Costa de Marfil y Togo. También se puede encontrar en el parque natural de Jos de Nigeria, Guinea-Bisáu y Uganda.